# Нижегородско-Владимирская епархия
Нижегоро́дско-Влади́мирская епа́рхия — каноническое и структурно-территориальное подразделение Русской православной старообрядческой церкви на территории Нижегородской и Владимирской областей.
Кафедральный город — Нижний Новгород.
Епархия делится на три благочиния: Нижегородское (благочинный протоиерей Михаил Шашков), Владимирское и Урень-Ветлужское (благочинный протоиерей Иоанн Заботин). Иконом епархии — протоиерей Алексей Антюшин.

## История
Данный регион изначально был одним из центров старообрядчества. Вследствие этого вскоре после возникновения Белокриницкой иерархии был хиротонисан в архиепископа Владимирского и всея России Антоний (Шутов), который позднее занял московскую кафедру.
С 1876 по 1898 годы епархия носила наименование — Нижегородская и Костромская.
10 октября 1898 года постановлением Освященного Собора Древлеправославной Церкви Христовой Костромская губерния была выведена из состава Нижегородско-Костромской епархии и присоединена к вновь образованной Ярославско-Архангельской епархии.
28 июля 1902 года решением Освященного Собора к епархии присоединялась Костромская губерния на её главой был избран мирянин Иоанн Усов, епископская хиротония которого состоялась 27 апреля 1903 года во епископа Нижегородского и Костромского был рукоположён Иннокентий (Усов). Его хиротонию совершили епископ Уральский Арсений (Швецов) и епископ Казанский Иоасаф (Зеленкин).
В 1904 году епископом Иннокентием был основал первый древлеправославный журнал «Старообрядческий вестник», печатавшийся в Австро-Венгрии. После императорского указа 1905 года о свободе вероисповедания издавал в Нижнем Новгороде журнал «Старообрядец», а после его закрытия за публикацию статьи «Духовенство господствующей церкви в изображении русских писателей новейшего времени» — журнал «Старообрядцы».
1 октября 1957 года решением Совета архиепископии была образована Горьковская и Костромская епархия, которая на тот момент насчитывала 11 приходов. Предполагалась, что архиерейская кафедра будут в Горьком 30 марта 1958 года на данную кафедру был рукоположен епископ Александр (Чунин), но ввиду того, что власти не дали ему регистрации в Горьком, что делало его служения в городе фактически незаконным, на освященном соборе 18-20 июня было принято решение об объединении Горковско-Астраханских и кавказских приходов в одну епархию с наименованием «Волжско-Донская и Кавказская» с резиденцией епископа в Ростове-на-Дону. На заседании расширенного Совета архиепископии 27-28 мая 1959 три прихода — в Горьком, Чернухе и Непряжине были выедены из состава епархии и переданы в управление архиепископа Московского
В 1990-е годы начался численный рост старообрядческих приходов на территории Нижегородской и Владимирской областей.
В 1997 году в Арзамасе организован старообрядческий приход, обустроено и приспособлено под храм здание местного детского сада, открыта воскресная школа.
Решением Освященного Собора от 20-22 октября 1999 года, установившего границы епархий РПСЦ, территория Владимирской и Нижегородской областей вошла в границы Московской епархии.
В июне 2005 году во время визита в Нижний Новгород предстоятеля Русской православной старообрядческой церкви Андриана (Четвергова), состоялось собрание Нижегородского благочиния, на котором обсуждался вопрос возобновления Нижегородской старообрядческой епархии, а также кандидатура епископа. Были созданы группы, которые будут заниматься подготовкой необходимых документов, сметы и т. д.
18-22 октября 2005 решением Освященного Собора была создана Нижегородская и Владимирская епархия, включающая территории Нижегородской, Владимирской и Ивановской областей.
16 июня 2006 года город Владимир посетил митрополит Русской Православной старообрядческой Церкви Корнилий (Титов). Главной задачей визита были выборы епископа Владимиро-Нижегородской епархии. Кандидатом во епископа был избран диакон Евгений Дубинов, трудившийся в старообрядческой митрополии в Москве (в 2009 году он был утверждён кандидатом во епископа на Казанско-Вятскую епархию, в 2011 году — хиротонисан).
Ежегодно в епархии устраивается крестный ход на родину священномученика и исповедника Аввакума из п. Большое Мурашкино в село Григорово, где ему установлен памятник.
В октябре 2012 года решением Освященного Собора территория Ивановской области была выделена из Нижегородско-Владимирской епархии и отнесена к Ярославской и Костромской епархии.
26 мая 2015 года на епархиальном совещании отмечалось, что епархии по-прежнему не хватает кандидатов в священнослужители. Поскольку Владимирская и Нижегородская епархия является вдовствующей уже долгие годы, участники совещания высказали пожелание обратиться к епископу Костромскому и Ярославскому Викентию и «просить его временно окормлять приходы епархии до выборов кандидата в архиереи на Владимирскую кафедру».

## Приходы епархии

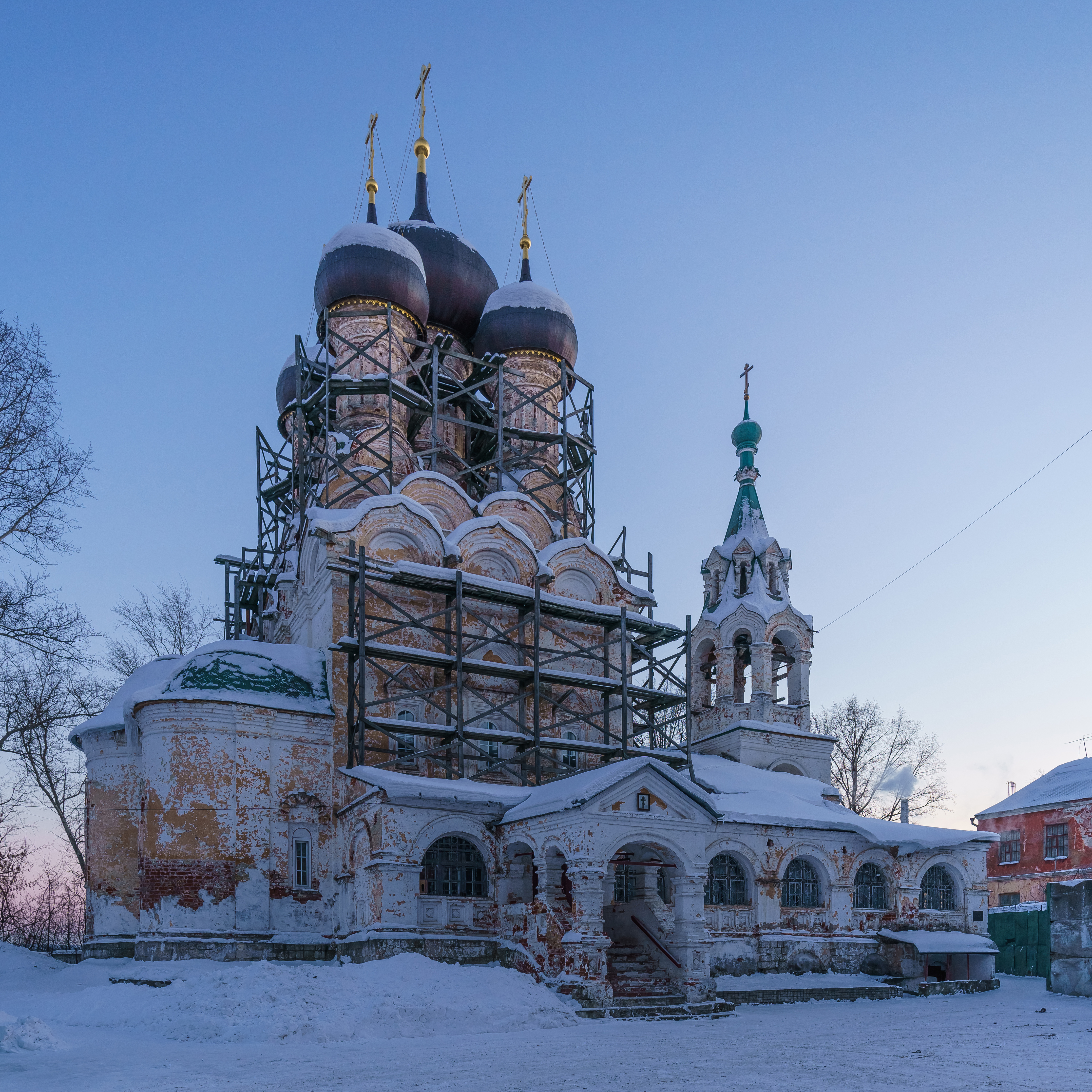
Успенская старообрядческая церковь во Владимире

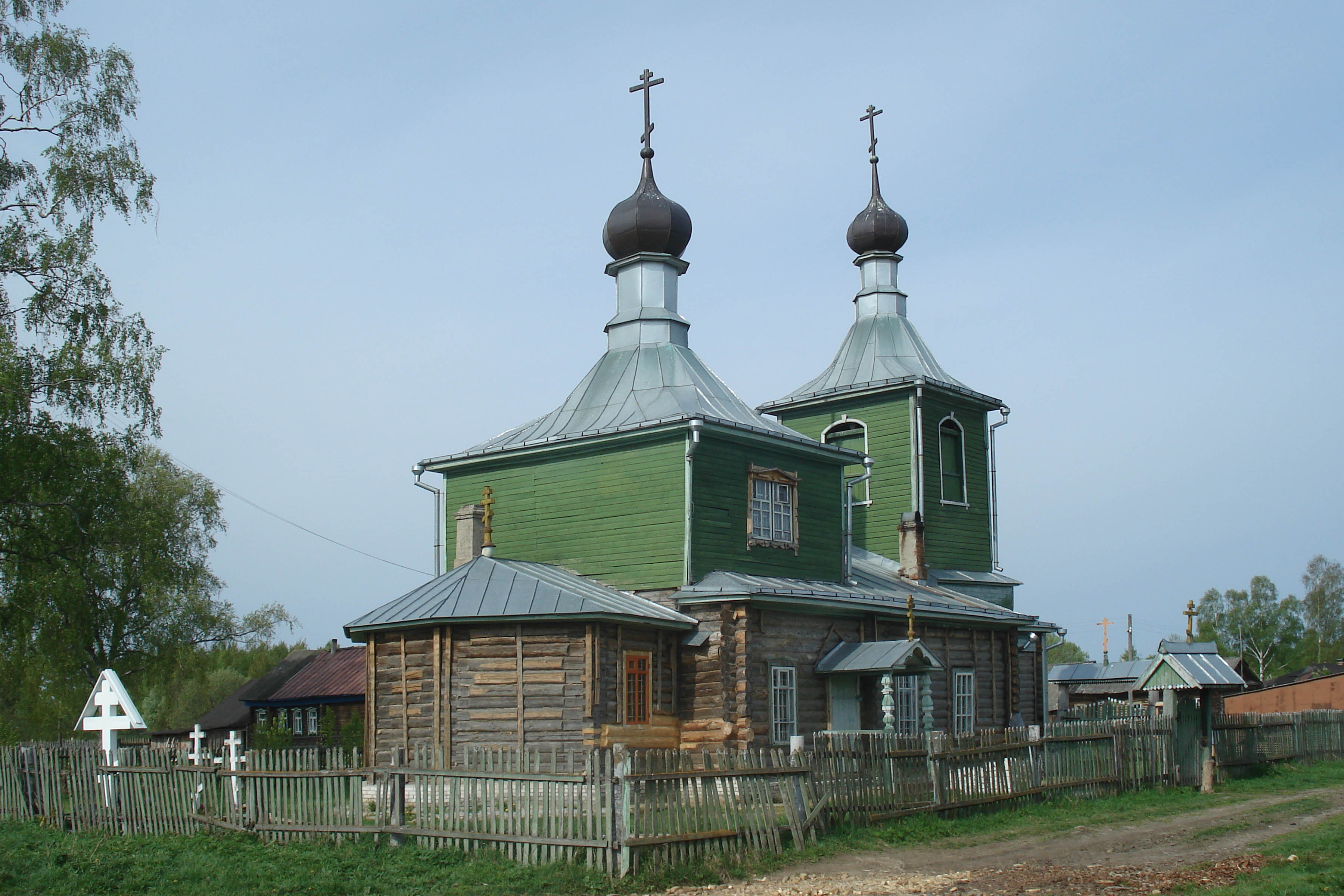
Старообрядческий (РПСЦ) Успенский храм в Рытове (1907). Большой белый крест слева — могила священноинока Ливерия (Гусева)

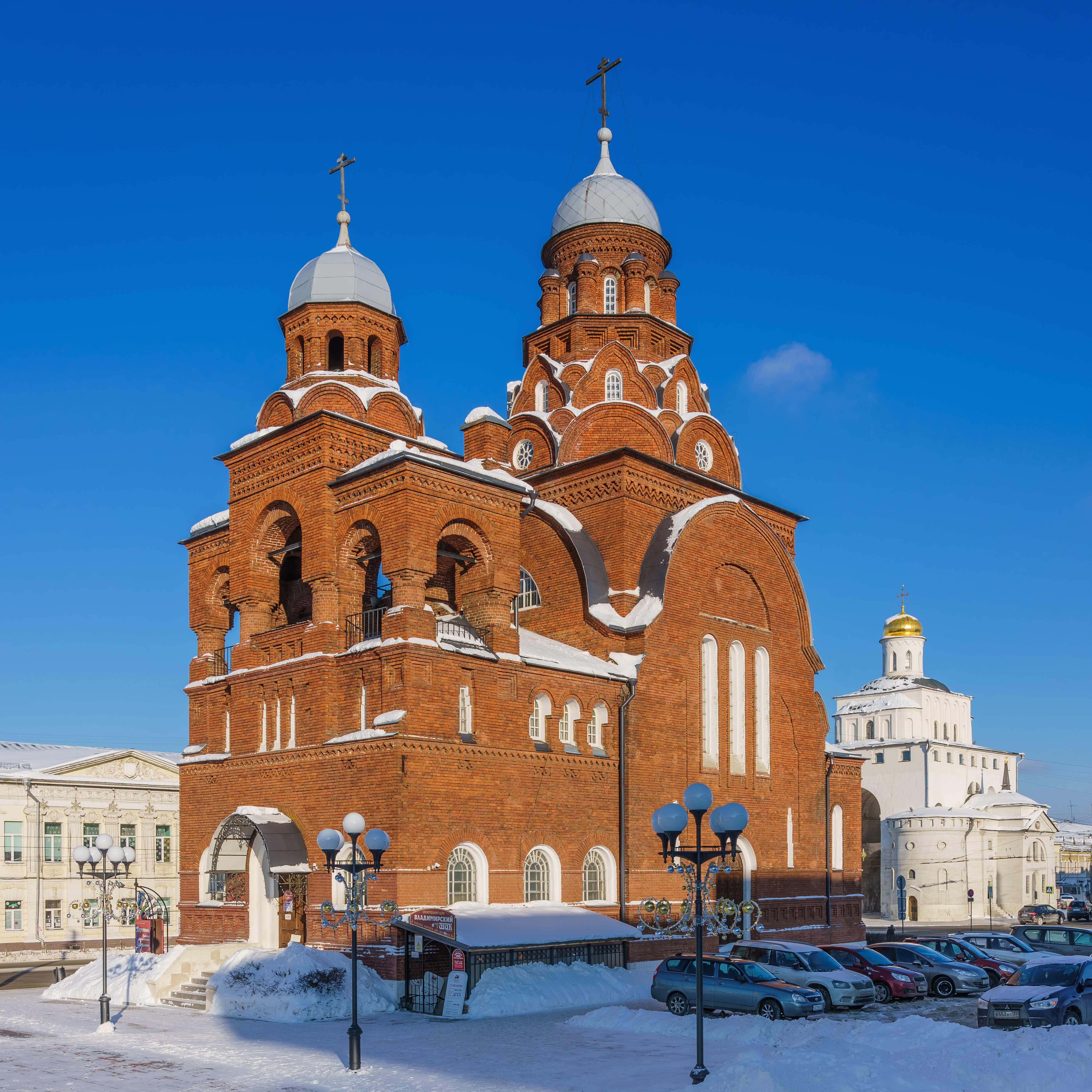
Троицкая церковь во Владимире (не передана)

- Нижний Новгород, церковь Успения Пресвятыя Богородицы на Красном кладбище (1916, архитектор В. А. Покровский)[12]; настоятель — протоиерей Сергий Лаптев; священник — протоиерей Михаил Шашков.
- Владимир, Богородицко-Успенская церковь (1649 г.) — настоятель иерей Максим Думнов.
- Арзамас — настоятель иерей Алексей Думнов
- Большое Мурашкино, храм во имя священномученика и исповедника Аввакума — настоятель иерей Никола Егоров
- Бор, церковь Тихона Амафусийского — настоятель протоиерей Михаил Моржаков
- Меленки — настоятель иерей Василий Думнов
- Лысково церковь иконы Божией Матери Казанская — настоятель иерей Геннадий Смирнов
- Ковров — настоятель иерей Евгений Круглов
- Суздаль — настоятель иерей Димитрий Маслов
- с. Валки — настоятель священноинок Кирил (Шубин)
- с. Большое Непряхино, храм Казанской иконы Пресвятыя Богородицы — настоятель протоиерей Иоанн Заботин
- село Чернуха, церковь Успения Пресвятой Богородицы — настоятель иерей Роман Корякин[13]
- Урень[14] община
- село Рытово Вязниковского района, Успенская церковь
- с. Безводное, церковь во имя Казанской иконы Пресвятыя Богородицы — настоятель протоиерей Алексий Антюшин[15][16]. Храм был возведен старообрядцами в 1870 году. В годы сталинских репрессий служивший здесь священник был расстрелян. В 1990-е годы в здании размещался дом культуры. После передачи храма община приступила к его восстановлению. Зданию церкви присвоен статус памятника культуры. 8 июня 2011 года церковь была освящена[16]. По некоторым сведениям, именно в селе Безводное 21 октября 1897 году епископы Кирил Нижегородский и Иоасаф Казанский рукоположили во епископы Арсения (Швецова), ныне прославленного в лике святых. Святитель Арсений прожил в Безводном до епископской хиротонии около десяти лет. Здесь в 1880-е годы им была основана типография и мастерская по производству гектографированных изданий. Этой типографией был издан «Краткий практический устав» святителя Арсения.
- Шахунья, храм святителя Николы Мир-Ликийских чудотворца — настоятель иерей Димитрий Микеев.

## Епископы
Нижегородская и Костромская
- Кирил (Мухин) (24 ноября 1876 — август 1899)
- Арсений (Швецов) (август 1899 — 27 апреля 1903), в/у еп. Уральский
- Иннокентий (Усов) (27 апреля 1903—1920)
- Каллист (Макаров) (1920—1925) в/у, еп. Владимирский
- Гурий (Спирин) (июль 1925 — 10 мая 1937)
- Александр (Чунин) (30 марта — 20 июня 1958)

Нижегородская и Владимирская
- вакантна
- Викентий (Новожилов) (с 18 октября 2018), в/у еп. Ярославский и Костромской